# Francisco Brotons Beneyto
Francisco Brotons Beneyto, nacido en Petrel, (Alicante) el 2 de diciembre de 1944), es un terrorista español, militante histórico del Partido Comunista de España (reconstituido) (PCE-r) y de los Grupos de Resistencia Antifascista Primero de Octubre (GRAPO). Pasó 25 años recluido en diferentes cárceles españolas a causa de su actividad terrorista revolucionaria. Es autor del libro Memoria antifascista: recuerdos en medio del camino.

## Biografía
Su padre era tornero de madera y su madre reparadora de calzado. Posteriormente su familia se trasladó a Madrid donde, con 11 años, entró en una escuela de la Oficialía Industrial de Madrid y allí aprendió el oficio de ajustador-matricero. Compatibilizó estos estudios con los de bachillerato y más tarde entró en la universidad, donde realizó los dos primeros cursos de ingeniería. Para costearse los estudios trabajó de mecánico, administrativo y profesor en academias.
Nacido en una familia de clase obrera y crecido en un ambiente de desigualdad social y represión, no tardó mucho en adquirir conciencia política. Así, a principios de los años sesenta del siglo XX, empezó a destacar por su militancia antifranquista.
Su larga trayectoria política le llevó a militar en diferentes organizaciones revolucionarias:  Se integró en 1973 en la OMLE (Organización Marxista-Leninista de España); en 1975 participó en la preparación del congreso fundacional del PCE(r) y en 1976 ingresó en la organización guerrillera GRAPO, de la que asumió la máxima responsabilidad en enero de 1977. Participó como delegado en el II Congreso del PCE(r) en junio de 1977 y fue elegido para formar parte de la Comisión Política del Partido, hasta el 9 de octubre de ese mismo año, en el que fue detenido y encarcelado en Benidorm, durante una reunión del Comité Central del PCE(r), quedando excluido de la llamada Amnistía de 1977. Su detención, enjuiciamiento y encarcelamiento fue consecuencia de su participación en el asesinato de 4 policías en Madrid el día 1 de octubre de 1976, lo que da nombre a la banda terrorista GRAPO.
Dos años más tarde, el 17 de diciembre de 1979, se fugó de la cárcel de Zamora después de estar nueve meses excavando un túnel junto a otros cuatro compañeros (Enrique Cerdán, Abelardo Collazo, Martín Luna y Fernando Hierro Chomón ).  De esa espectacular huida sólo sobrevivieron Chomón y él,  ya que los otros tres fueron asesinados por la policía basándose en  la "ley de fugas". Brotons fue detenido en Valencia el 20 de septiembre de 1980. En estos nueve meses de libertad después de la fuga, logró reorganizar los GRAPO y proseguir con las acciones armadas.
Tras su regreso a prisión continuó con su militancia terrorista revolucionaria. En esta misma línea, en 1981, junto con sus compañeros de organización, empezó una de las huelgas de hambre más duras, para protestar contra el régimen al que eran sometidos los presos del GRAPO en Herrera de la Mancha, donde murió el militante del PCE(r) Kepa Crespo Galende, después de noventa días en huelga de hambre
ia. El 30 de noviembre de 1989 Brotons comenzó, junto con el resto de militantes del PCE(r) y de los GRAPO encarcelados, otra huelga de hambre indefinida contra la dispersión, que se prolongó hasta el 14 de febrero de 1991 (435 d.ura.
Tras la muerte del militante de los GRAPO José Manuel Sevillano, el 25 de mayo de 1990, después de 177 días sin comer, los presos continuaron con la lucha. La huelga de hambre acabó después de catorce meses y medio, con consecuencias irreparables para muchos huelguistas. Brotons comenzó la huelga con 72 kg y la terminó con 39.
Entre enero y marzo de 1996 volvió a realizar otros 56 días de huelga de hambre en exigencia de la reunificación de presos. En ese año, Brotons se convirtió en uno de los interlocutores entre el PCE(r) y los GRAPO y agentes del CESID  que visitaron en cinco ocasiones a estos representantes presos. No se logró ningún tipo de acuerdo ni negociación. En los 25 años que pasó encarcelado, Brotons desarrolló un total de 20 huelgas de hambre y pasó por doce prisiones distintas.
El 26 de agosto de 2002 salió de la cárcel de Sevilla II. Ese mismo año escribió el libro Memoria antifascista. Recuerdos en medio del camino .